# أعشى قيس
أبُو بَصِير مَيْمُونُ بن قَيْس بن جَنْدَل بن شَراحِيل بن عَوْف بن سَعْد بن ضُبَيْعة البَكْرِي المعروف بالأَعْشَى وأَعْشَى قَيْس (7 هـ/629 -570 م) شاعر جاهلي من شعراء الطبقة الأولى في الجاهلية، لقِّب بِالأَعْشَى لأنه كان ضعيفَ البصر، والأعشى في اللغة هو الذي لا يرى ليلًا ويقال له: أعشى قيس والأعشى الأكبر. ويكنى الأعشى: أَبُو بَصِيرْ، تفاؤلًا. عاش عمرًا طويلًا وأدرك الإسلام ولم يسلم، عمي في أواخر عمره. مولده ووفاته في قرية منفوحة باليمامة، وفيها داره وبها قبره.
كان كثير الوفود على الملوك من العرب والفرس، فكثرت الألفاظ الفارسية في شعره. غزير الشعر، يسلك فيه كل مسلك، وليس أحد ممن عرف قبله أكثر شعرًا منه. كان يغني بشعره فلقب بصنّاجة العرب، اعتبره أبو الفرج الأصفهاني، كما يقول التبريزي:
| أعشى قيس | أحد الأعلام من شعراء الجاهلية وفحولهم، وذهب إلى أنّه تقدّم على سائرهم، ثم استدرك ليقول: ليس ذلك بمُجْمَع عليه لا فيه ولا في غيره. | أعشى قيس |

أما حرص المؤرخين على قولهم: أعشى بني قيس، فمردّه عدم اقتصار هذا اللقب عليه دون سواه من الجاهليين والإسلاميين، إذ أحاط هؤلاء الدارسون، وعلى رأسهم الآمدي في المؤتلف والمختلف، بعدد ملحوظ منهم، لقّبوا جميعًا بالأعشى، لعل أبرزهم هو أعشى باهلة (عامر ابن الحارث بن رباح)، وأعشى بكر بن وائل، وأعشى بني ثعلبة، ربيعة بن يحيى، وأعشى بني ربيعة، عبد الله بن خارجة، وأعشى همدان، وأعشى بني سليم
وهو من فحول الشعراء في الجاهلية. وسُئل يونس عن أشعر الناس فقال: «امرؤ القيس إذا ركب، والنابغة إذا رهب، وزهير بن أبي سلمى إذا رغب، والأعشى إذا طرب».

## نسبه
هو ميمون بن قيس بن جندل بن شراحيل بن عوف بن سعد بن ضُبيعة، من بني قيس بن ثعلبة، وصولًا إلى علي بن بكر بن وائل، وانتهاء إلى ربيعة بن نزار وأبوه قيس بن جندل هو الذي سمّي بقتيل الجوع، سمّاه بذلك الشاعر جهنّام في معرض التهاجي فقال:
| أعشى قيس | أبوك قتيلُ الجوع قيس بن جندلٍ- وخالُك عبدٌ من خُماعة راضعُ | أعشى قيس |

وتفسير ذلك أن قيسًا لجأ إلى غار في يوم شديد الحرارة فوقعت صخرة كبيرة سدّت عليه مدخل ذلك الغار فمات جوعًا.
يفهم من قول ابن قتيبة: وكان ميمون بن قيس- أعمى، أن لقبه كما يرى- إنّما لحقه بسبب ذهاب بصره، ولعلّ الذين كنّوه بأبي بصير، فعلوا ذلك تفاؤلًا أو تلطفًا، أو إعجابًا ببصيرته القوية، ولذا ربطوا بين هذا الواقع الأليم وبين كنيته «أبي بصير» لكنّ آخرين لم يذهبوا هذا المذهب والعشى في نظرهم تبعًا لدلالته اللغوية ليس ذهاب البصر بل ضعفه، فلئن كان الأعشى لا يبصر ليلًا فلا شيء يحول دون أن يكون سليم البصر نهارًا. ومن هذه الزاوية اللغوية على الأرجح كنّي الأعشى بأبي بصير بباعث الثناء على توقّد بصيرته، وتعويضًا يبعث على الرضا في مقابل سوء بصر، ولعلّ ما جاء في شعر الأعشى حين طلبت إليه ابنته- كما قال في بعض قصائده- البقاء إلى جانبها لتجد بقربه الأمن والسلام ولتطمئن عليه بالكفّ عن الترحال وتحمل مصاعب السفر والتجوال- هو الأقرب إلى تصوير واقعه وحقيقة بصره، فهو يصف ما حلّ به في أواخر حياته من الضعف بعد أن ولّى شبابه وذهب بصره أو كاد وبات بحاجة إلى من يقوده ويريه طريقه، وإلى عصاه يتوكأ عليها، هكذا يصف نفسه فيقول:
رأتْ رجُلًا غائب الوافدي- ن مُخلِف الخَلْق أعشى ضَريرًا
وأما تفسير لقب الأعشى الآخر- أي: «صنّاجة العرب»- فمختلف فيه هو الآخر، فقد سمّي- كذلك- لأنه أول من ذكر الصّنج في شعره، إذ قال:
ومُستجيبٍ لصوتِ الصَّنْج تَسَمعُهُ- إذا تُرَجِّع فيه القينةُ الفُضلُ
لكن أبا الفرج أورد تعليلًا مخالفًا حين نقل عن أبي عبيدة قوله: وكان الأعشى غنّى في شعره، فكانت العرب تسميه صنّاجة العرب. وإلى مثل هذا أشار حمّاد الرواية حين سأله أبو جعفر المنصور عن أشعر النّاس، فقال «نعم ذلك الأعشى صنّاجها».

## ولادته
وقد ولد ونشأ في منفوحة وهي قريه حضريه على ضفاف وادي حنيفة في نجد في المملكة العربية السعودية وقد أصبحت منفوحة اليوم جزءا من مدينة الرياض. وفيها داره وبها قبره وأطلق على أحد شوارع منفوحة لقب الاعشى تخليدًا له.

## نشأته
موطن الأعشى هي بلدة منفوحة في ديار القبائل البكرية التي تمتد من اليمامة إلى البحرين إلى سيف كاظمة إلى البحر فأطراف سواد العراق فالأبلة فهيت"،. وأصبحت منفوحة قرية الأعشى اليوم حيا من أحياء الرياض القديمة بعد تمدد الرياض العمراني، وفي منفوحة نشأ أبو بصير شاعر بني قيس بن ثعلبة. وكانت دياره أرضًا طيبة موفورة الماء والمرعى بغلالها وثمار نخيلها. ولئن كان الأعشى قد رأى الحياة في بلدته منفوحة وأقام فيها فترة أولى هي فترة النشأة والفتوّة، فالراجح أنّه بعد أن تتلمذ لخاله الشاعر المسيّب بن علس، خرج إثر ذلك إلى محيطه القريب والبعيد فنال شهرة واكتسب منزلة عالية بفضل شاعريته الفذّة في المديح بخاصة والاعتداد بقومه البكريين بعامّة. فاتصل بكبار القوم، وكان من ممدوحيه عدد من ملوك الفرس وأمراء الغساسنة من آل جفنة وأشراف اليمن وسادة نجران واليمامة. ومن أبرز الذين تعدّدت فيهم قصائده قيس بن معديكرب وسلامة ذي فائش وهوذة بن علي الحنفي.
ولقد بات الأعشى بحافز من مثله الأعلى في الّلذة التي تجسّدت في الخمرة والمرأة، في طليعة الشعراء الذين وظّفوا الشعر في انتجاع مواطن الكرم يتكسب المال بالمدح، ويستمطر عطاء النبلاء، والسادة بآيات التعظيم والإطراء حتى قيل عنه، كما أورد صاحب الأغاني: «الأعشى أوّل من سأل بشعره» لكنّ هذا الحكم لا يخلو من تعريض تكمن وراءه أسباب شتّى من الحسد وسطحية الرأي وربما العصبيّة القبليّة. إن الأعشى نفسه لم ينكر سعيه إلى المال، ولكنّه كان دائمًا حريصًا على تعليل هذا المسعى والدافع إليه، فلم يجد في جعل الثناء قنطرة إلى الرخاء والاستمتاع بالتكسّب عارًا فهو عنده جنى إعجابٍ وسيرورة شعر. وفي مثل هذا الاتجاه يقول لابنته مبرّرًا مسعاه إلى الثروة، رافضًا الثّواء على الفقر والحرمان:
كان الأعشى بحاجة دائمة إلى المال حتى ينهض بتبعات أسفاره الطويلة ويفي برغباته ومتطلباته فراح بلاد العرب قاصدًا الملوك.. يمدحهم ويكسب عطاءهم. ولم يكن يجتمع إليه قدر من المال حتى يستنزفه في لذّته.. ثم يعاود الرحلة في سبيل الحصول على مال جديد، ينفقه في لذّة جديدة.
هذا هو الغرض من استدرار العطاء بعبارة الثناء، فكسبه النوال إنما كان لتلك الخصال التي عدّدنا، ولم يكن الأعشى في حياته إلا باذلًا للمال، سخيًّا على نفسه وذويه وصحبه من النّدامى ورفاقه في مجالس الشراب، فلا يجد غضاضة أن يحيط ممدوحه بسيرته هذه كقوله مادحًا قيس بن معديكرب:
بحكم ما تقدّم من فعل النشأة وتكوين العرى الأولى في شخصيّة الأعشى تطالعنا في ثنايا ديوانه، وبالدرس والتحليل والاستنتاج جوانب غنيّة من عالم الشاعر نكتفي منها بلُمع نتلمس مصادرها في قصائده ومواقفه وردّات أفعاله وانفعالاته. وفي قمة ما يمر به عالمه النفسي والفكري اعتقادٌ أملاه الواقع بعبثية الحياة، وتداخل مهازلها بصلب طبيعتها التي لا تني في تشكيلها وتبدّلها بصور شتى لا تغيّر من جوهرها المرتكز على ظاهرة التلوّن وعدم الثبات والزوال. وقد ضمّن الأعشى شعره هذه التأمّلات وهو يصف الموت الذي يطوي الملوك والحصون والأمم والشعوب كمثل قوله في مطلع مدحه المحلّق:

## شعره
شعره من الطبقة الأولى. وجود في أبواب الشعر كافة. إلا أن معظم شعره لم يتصل بنا ولا نعلم له إلا قصائد معدودة أشهرها «ودع هريرة»
وقد عدها البعض من المعلقات والأعشى من كبار شعراء الجاهلية: جعله ابن سلاّم أحد الأربعة الأوائل، في عداد امرئ القيس والنّابغة وزهير فهو «بين أعلام» الجاهلية، وفحول شعرائها، وهو متقدّم كتقدّم من ذكرنا دونما إجماع عليه أو عليهم، ومع ذلك فليس هذا بالقليل:
أو ألم يُسأل حسّان بن ثابت... عن أشعر الناس كقبيلة لا كشاعر بعينه فقال: «الزّرق من بني قيس بن ثعلبة» ولا غرو أنّه عنى في المقام الأول الأعشى أبا بصير، وهو ما أكده الكلبي عن مروان بن أبي حفصة حين أشاد بالأعشى وأحلّه مرتبة الشاعر الشاعر لقوله:
وحدّث الرياشي نقلًا عن الشعبيّ ففضّل الأعشى في ثلاثة أبيات واعتبره من خلالها أغزل النّاس وأخنثهم وأشجعهم، وهي على التوالي:
كان الأعشى يعتبر الشرّ في الطبيعة البشرية قدرًا ليس يدفع فهل غذّى فيه هذا الاعتقاد الكفاح في سبيل متع الوجود وجعله يرتضي بالتالي مصيره، وهو مصير الورى جميعًا أي حتمية الزوال.
وأوجز ما يقال في الأعشى شاعرًا، أّنه صورة الرجل فيه: فقد كان جريئًا في غزله وخمرته وكانت جرأته واضحة المعالم في صدق مقالته حين يمدح أو يفتخر أو يهجو وهكذا اكتسب شعره سيرورة ونزل من القلوب منزلة رفيعة فكان أقدر الشعراء على وضع الرفيع، ورفع الوضيع، ويكفي برهانًا على الطرف الآخر خبره من المحلَّق الكلابي وهو الخبر الذي تناقلته كتب الأدب وجعلت منه مثالًا، لا لتأثير الشعر في نفوس العرب وحسب، بل ولسموّ الشاعر في صنيعه وهو ما أتاح له أن ينتزع إعجاب الأدباء والشرّاح من ناحية، وأن يتبوّأ بالتالي منزلة رفيعة في تاريخ الشعر الجاهلي، إن لم نقل في تاريخ العربي على مرّ العصور.
ولئن تعذر أن نمضي على هذا المنوال، في ثنايا شعر أبي بصير، المقدّم في نظر نفر صالح من النقّاد، على أكثر شعر الجاهليين كافة، ولا سيّما في غزله ومدائحه وملاهيه وأوصافه. ولئن كنّا نتجاوز المواقف المختلفة من سعي الأعشى إلى النبي صلى الله عليه وسلم ومسألة إسلامه فنحن نقف عند واحد جامع من آراء الشرّاح القدامى، نرى فيه غاية ما نرمي إليه في هذا الموضع، قصدنا قول أبي زيد القرشي في جمهرته: «الأعشى أمدح الشعراء للملوك، وأوصفهم للخمر، وأغزرهم شعرًا وأحسنهم قريضًا».
له القصائد الطوال الجياد. يتغنى بشعره فسموه: «صناجة العرب وطناجة الغرب» - ويقولون إن الأعشى هو أول من انتجع بشعره، يقصدون بذلك أنه كان يمدح لطلب المال. ولم يكن يمدح قومًا إلا رفعهم، ولم يهج قومًا إلا وضعهم لأنه من أسير الناس شعرًا وأعظمهم فيه حظًا. ألم يزوج بنات المحلق بأبيات قالها فيه، كما جاء في كتب الأدب اشتهر بمنافرة له مع علقمة الفحل. امتاز عن معظم شعراء الجاهلية بوصف الخمر.
أما معلقته والتي تسمى لامية الاعشى فمطلعها:
وتقول العرب أن أقوى بيت في مقطع الهجاء في معلقته، ذلك الذي أصبح هو الآخر مثلًا، وفيه يقول:

| كناطح صخرة يومًا ليوهنها |  | فلم يضرها، وأوهى قرنه الوعل |

فصار يتمثّلُ به كناية عن حماقة كل من يتصدى لمصاولة ما يفوقه قوة وصمودًا.

| ما بكاء الكبير في الأطلال |  | وسؤالي وما ترد سؤالي |

وقد ترجم بعض قصائده الطوال، المستشرق الألماني «غاير» منها: قصيدته المعلقة، والقصيدة الثانية «ودع هريرة». وقد عني بشرحها مطولًا، وطبعت معلقته في كتاب: المعلقات العشر.
من قصيدة «هيفاء مثل المهرة»: